# HFK Třebíč
Horácký fotbalový klub Třebíč je český fotbalový klub z Třebíče, který hraje od sezony 2022/23 v I. A třídě Kraje Vysočina (6. nejvyšší soutěž).

## Historie
Klub vznikl v roce 2002 sloučením klubů FC Slavia Třebíč a TJ BOPO Třebíč, což bylo dohodnuto už v květnu 2001. Samotná FC Slavia Třebíč vznikla v roce 1992 a vycházela z původního Dělnického sportovního klubu Třebíč založeného již v roce 1910, měla společnou historii i s SK Horáckou Slavií Třebíč (založen 1928). Tým hrál na hřišti u třebíčské nemocnice na Jejkově. Od roku 2008 hraje své zápasy na hřišti s umělou trávou nedaleko atletického stadionu TJ Dukovany na pozemcích Střední průmyslové školy Třebíč.
Tehdejší klub TJ BOPO Třebíč byl založen na základech sportovního klubu založeného v roce 1936 pod názvem SK Borovina, po válce byl tento tým přejmenován na Jiskra Třebíč a v roce 1968 na TJ BOPO Třebíč. Tým hrál na fotbalovém hřišti v Borovině.
V prosinci 2016 ukončil svoje působení jako trenér Richard Zeman. Vedení fotbalového klubu na konci prosince 2016 oznámili, že oslovili celkem tři trenéry, z nichž s jedním z nich podepsali smlouvu, jeho jméno bude zveřejněno až po konci roku 2016. Důvodem je to, že do konce roku mu běží smlouva s předchozím týmem, jež trénoval. Vedení týmu se také nabízeli trenéři z několika týmů sami. Trenérem se od ledna 2017 stal Michal Sobota. V lednu 2018 se stal trenérem Petr Vašíček.
V lednu roku 2019 bylo vedení klubu (Daniel Ležák, Pavel Němec, Vít Burian) odvoláno, nově pak jsou ve vedení Jiří Tvarůžek, Daniel Ležák, Pavel Trvaj, Petr Florián a Vladimír Melkes.
V roce 2022 bylo oznámeno sloučení klubů HFK Třebíč a SK Fotbalová škola Třebíč, to zkomplikoval postup Fotbalové školy do I. A třídy a možný sestup HFK do I. A třídy. Původně se plánovaly týmy ve dvou různých soutěžích, nově by týmy mohly nastupovat v jedné soutěži. Spojení klubů nakonec bylo odloženo a tým, který se měl jmenovat nově FK Třebíč tak nevzniknul. SK Fotbalová škola Třebíč a HFK Třebíč nastupují od roku 2022 v I. A třídě Kraje Vysočina.

## Umístění v jednotlivých sezonách
Legenda: Z - zápasy, V - výhry, R - remízy, P - porážky, VG - vstřelené góly, OG - obdržené góly, +/- - rozdíl skóre, B - body, červené podbarvení - sestup, zelené podbarvení - postup, fialové podbarvení - reorganizace, změna skupiny či soutěže
| Česko (2002 - ) |                                   |        |    |    |    |    |    |    |     |    |        |
| Sezóny          | Liga                              | Úroveň | Z  | V  | R  | P  | VG | OG | +/- | B  | Pozice |
| 2002/03         | Divize D                          | 4      | 30 | 21 | 3  | 6  | 73 | 24 | +49 | 66 | 2.     |
| 2003/04         | Divize D                          | 4      | 30 | 12 | 6  | 12 | 53 | 56 | -3  | 42 | 7.     |
| 2004/05         | Divize D                          | 4      | 30 | 13 | 6  | 11 | 42 | 44 | -2  | 45 | 7.     |
| 2005/06         | Divize D                          | 4      | 30 | 11 | 7  | 12 | 40 | 49 | -9  | 40 | 11.    |
| 2006/07         | Divize D                          | 4      | 30 | 11 | 4  | 15 | 52 | 53 | -1  | 37 | 11.    |
| 2007/08         | Divize D                          | 4      | 30 | 10 | 8  | 12 | 42 | 41 | +1  | 38 | 10.    |
| 2008/09         | Divize D                          | 4      | 30 | 14 | 9  | 7  | 42 | 23 | +19 | 51 | 4.     |
| 2009/10         | Divize D                          | 4      | 28 | 10 | 9  | 9  | 39 | 35 | +4  | 39 | 5.     |
| 2010/11         | Divize D                          | 4      | 30 | 11 | 14 | 5  | 44 | 31 | +13 | 47 | 6.     |
| 2011/12         | Divize D                          | 4      | 30 | 15 | 6  | 9  | 45 | 27 | +18 | 51 | 4.     |
| 2012/13         | Divize D                          | 4      | 28 | 17 | 7  | 4  | 46 | 19 | +27 | 58 | 1.     |
| 2013/14         | Moravskoslezská fotbalová liga    | 3      | 30 | 12 | 9  | 9  | 29 | 28 | +1  | 45 | 6.     |
| 2014/15         | Moravskoslezská fotbalová liga    | 3      | 30 | 9  | 6  | 15 | 27 | 47 | -20 | 33 | 13.    |
| 2015/16         | Moravskoslezská fotbalová liga    | 3      | 30 | 5  | 9  | 16 | 36 | 66 | -30 | 24 | 15.    |
| 2016/17         | Moravskoslezská fotbalová liga    | 3      | 30 | 10 | 5  | 15 | 44 | 58 | -14 | 35 | 14.    |
| 2017/18         | Divize D                          | 4      | 28 | 1  | 7  | 20 | 29 | 87 | -58 | 10 | 15.    |
| 2018/19         | Přebor Kraje Vysočina             | 5      | 26 | 8  | 4  | 14 | 49 | 66 | -17 | 28 | 11.    |
| 2019/20         | Přebor Kraje Vysočina             | 5      | 13 | 8  | 1  | 4  | 25 | 27 | -2  | 25 | 3.     |
| 2020/21         | Přebor Kraje Vysočina             | 5      | 10 | 3  | 3  | 4  | 15 | 23 | -8  | 12 | 8.     |
| 2021/22         | Přebor Kraje Vysočina             | 5      | 26 | 4  | 5  | 17 | 36 | 78 | -42 | 17 | 14.    |
| 2022/23         | I. A třída Kraje Vysočina - sk. B | 6      | 26 | 12 | 4  | 10 | 69 | 51 | +18 | 40 | 7.     |
| 2023/24         | I. A třída Kraje Vysočina - sk. B | 6      | 26 | 7  | 5  | 14 | 49 | 61 | -12 | 26 | 12.    |
| 2024/25         | 7. liga mužů KFS Vysočina - sk.   | 7      | 26 | 19 | 3  | 4  | 83 | 35 | +48 | 60 | 1.     |
| 2025/26         | 6. liga mužů KFS Vysočina - sk. B | 6      |    |    |    |    |    |    |     |    |        |

Poznámky:
- 2019/20 a 2020/21: Tyto sezony nebyly dohrány z důvodu pandemie covidu-19 v Česku.

## Galerie

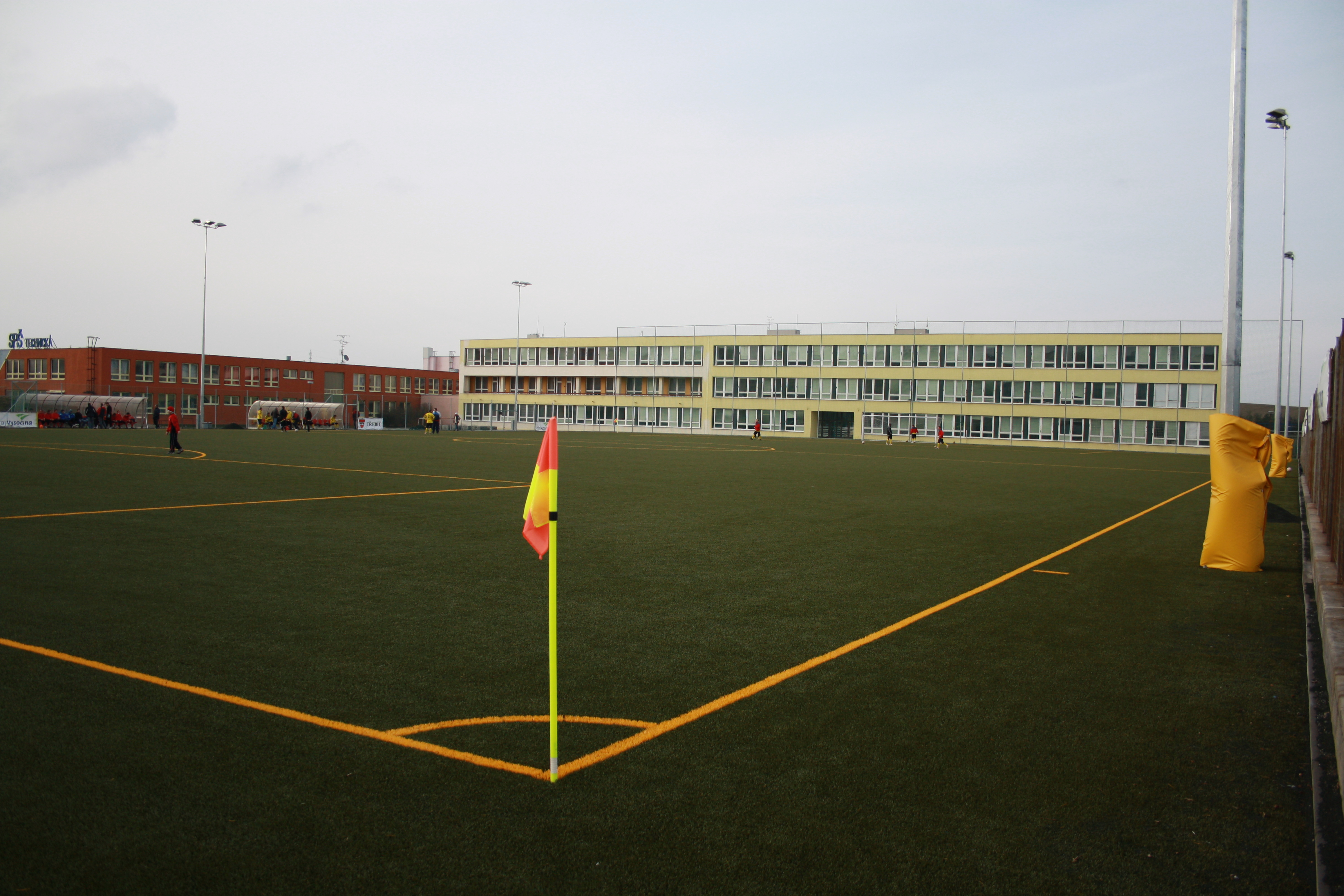
Stadion s umělým povrchem u SPŠT v Třebíči.
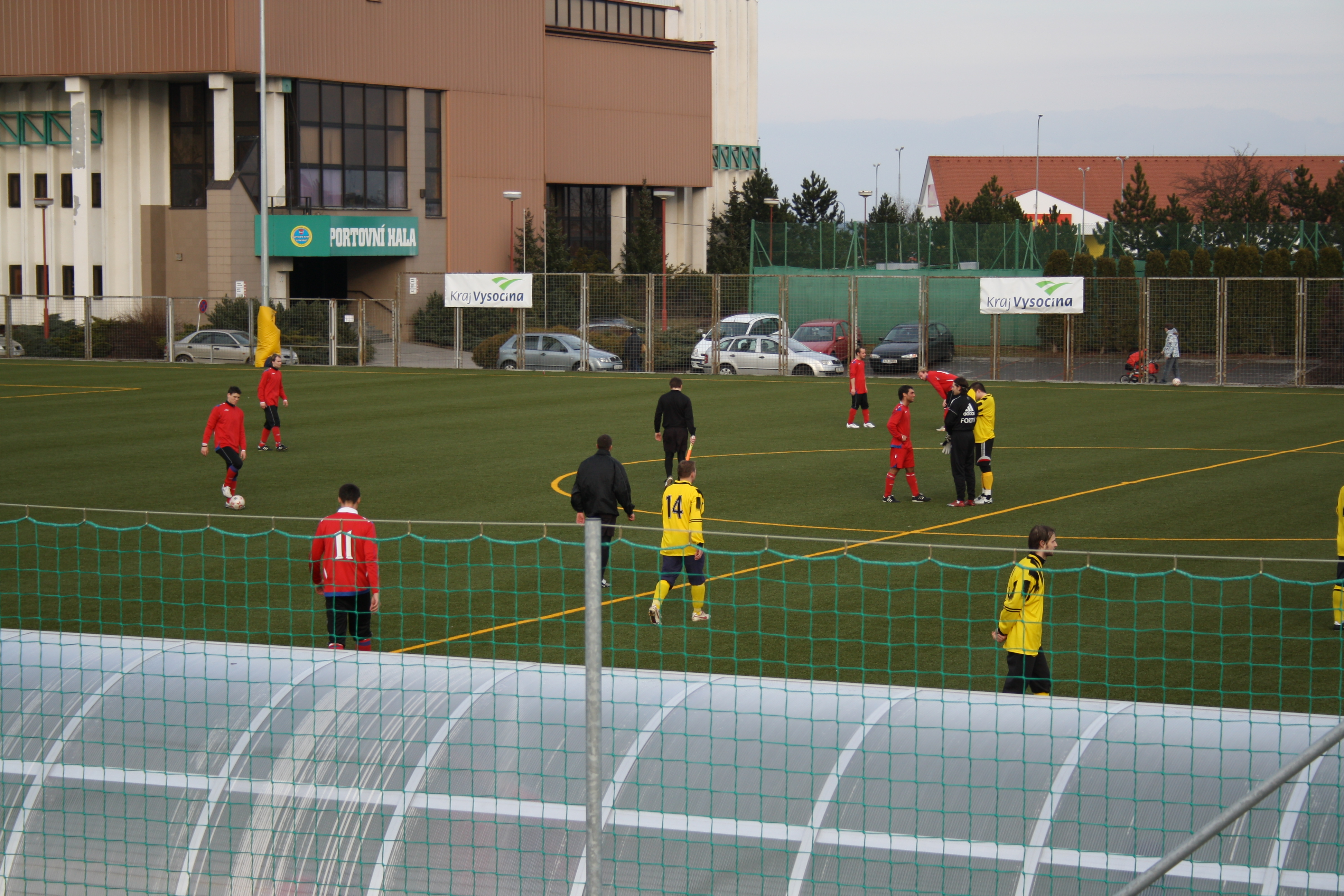
A tým (v červeném) nastupující na druhý poločas.
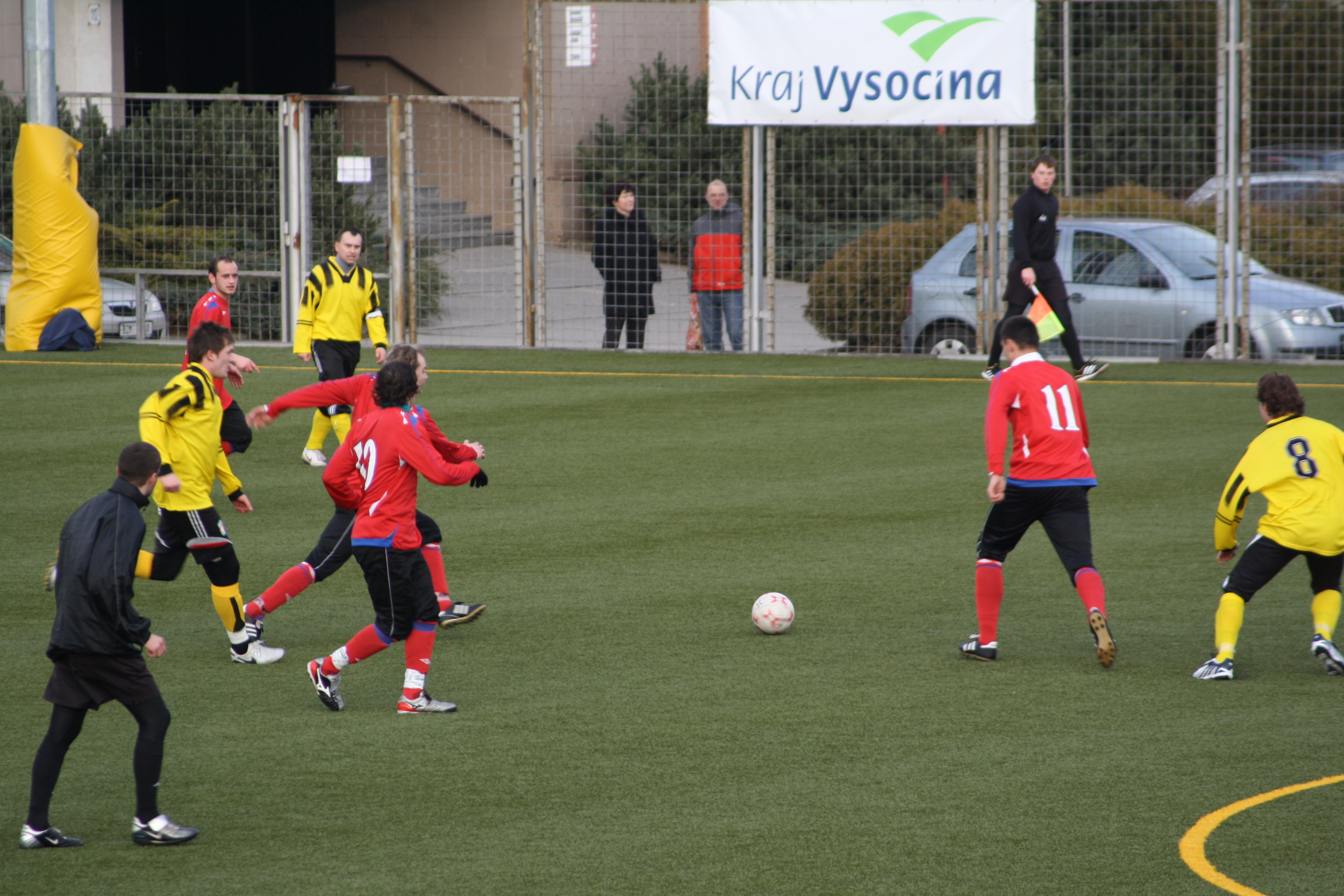
Fotbalisté Horáckého fotbalového klubu.

## HFK Třebíč „B“
HFK Třebíč „B“ byl rezervním týmem Třebíče, který hrál od sezony 2011/12 I. A třídu Kraje Vysočina (6. nejvyšší soutěž). Rezervní tým vznikl v roce 2002 z bývalého týmu TJ BOPO Třebíč a zanikl po sezoně 2018/19.
Největšího úspěchu dosáhl klub v sezóně 2002/03, kdy se v Přeboru Kraje Vysočina (5. nejvyšší soutěž) umístil na 7. místě.

### Umístění v jednotlivých sezonách
Legenda: Z - zápasy, V - výhry, R - remízy, P - porážky, VG - vstřelené góly, OG - obdržené góly, +/- - rozdíl skóre, B - body, červené podbarvení - sestup, zelené podbarvení - postup, fialové podbarvení - reorganizace, změna skupiny či soutěže
| Česko (2002 - 2019) |                                   |        |    |    |   |    |    |    |     |    |        |
| Sezóny              | Liga                              | Úroveň | Z  | V  | R | P  | VG | OG | +/- | B  | Pozice |
| 2002/03             | Přebor Kraje Vysočina             | 5      | 26 | 9  | 7 | 10 | 46 | 45 | +1  | 34 | 7.     |
| 2003/04             | Přebor Kraje Vysočina             | 5      | 26 | 9  | 9 | 8  | 48 | 45 | +3  | 36 | 8.     |
| 2004/05             | Přebor Kraje Vysočina             | 5      | 26 | 9  | 3 | 14 | 40 | 53 | -13 | 30 | 13.    |
| 2005/06             | I. A třída Kraje Vysočina - sk. B | 6      | 26 | 13 | 7 | 6  | 61 | 46 | +15 | 46 | 3.     |
| 2006/07             | I. A třída Kraje Vysočina - sk. B | 6      | 26 | 15 | 7 | 4  | 70 | 26 | +44 | 52 | 2.     |
| 2007/08             | Přebor Kraje Vysočina             | 5      | 30 | 8  | 8 | 14 | 53 | 63 | -10 | 32 | 10.    |
| 2008/09             | Přebor Kraje Vysočina             | 5      | 30 | 12 | 7 | 11 | 42 | 31 | +11 | 43 | 8.     |
| 2009/10             | Přebor Kraje Vysočina             | 5      | 30 | 8  | 8 | 14 | 42 | 58 | -16 | 32 | 11.    |
| 2010/11             | Přebor Kraje Vysočina             | 5      | 30 | 4  | 5 | 21 | 27 | 75 | -48 | 17 | 16.    |
| 2011/12             | I. A třída Kraje Vysočina - sk. B | 6      | 26 | 9  | 5 | 12 | 52 | 65 | -13 | 32 | 11.    |
| 2012/13             | I. A třída Kraje Vysočina - sk. B | 6      | 26 | 9  | 6 | 11 | 46 | 53 | -7  | 33 | 11.    |
| 2013/14             | I. A třída Kraje Vysočina - sk. B | 6      | 26 | 9  | 6 | 11 | 45 | 45 | 0   | 33 | 8.     |
| 2014/15             | I. A třída Kraje Vysočina - sk. B | 6      | 26 | 14 | 3 | 9  | 66 | 41 | +25 | 45 | 3.     |
| 2015/16             | I. A třída Kraje Vysočina - sk. B | 6      | 26 | 14 | 8 | 4  | 57 | 31 | +26 | 50 | 4.     |
| 2016/17             | I. A třída Kraje Vysočina - sk. B | 6      | 26 | 12 | 6 | 8  | 69 | 35 | +34 | 42 | 3.     |
| 2017/18             | I. A třída Kraje Vysočina - sk. B | 6      | 26 | 9  | 2 | 15 | 36 | 58 | -22 | 29 | 11.    |
| 2018/19             | I. A třída Kraje Vysočina - sk. B | 6      | 26 | 5  | 3 | 18 | 45 | 74 | -29 | 18 | 12.    |